# 默瑟 (緬因州)
默瑟（英語：Mercer）是一個位於美國緬因州薩默塞特縣的鎮。

## 人口
根據2020年美國人口普查的數據，默瑟的面積為70.86平方千米，當中陸地面積為69.18平方千米，而水域面積為1.68平方千米。當地共有人口709人，而人口密度為每平方千米10人。